# Partick
Partick (Pàrtaig en gaélique écossais (gd) ; Pairtick en scots (sco)) est un district de Glasgow. Il est situé sur les rives nord de la Clyde juste en face du district de Govan. Il se trouve entre les districts de Whiteinch (à l'ouest), de Hillhead (à l'est) et de Partickhill (en) (au nord). Il constituait un burgh de 1852 à 1912, date à laquelle il a été incorporé dans Glasgow.

## Histoire
Partick n'est resté qu'un petit village jusqu'au XVIIIe siècle, même si sa position proche de Glasgow lui avait donné déjà une certaine importance, les rois du Strathclyde y possédant une résidence. 
Bénéficiant de la proximité de l'université de Glasgow et des quartiers bohèmes du West End de Glasgow, Partick est devenu un quartier étudiant. L'activité économique traditionnelle du quartier était basé sur la construction navale. L'ancien Meadowside Granary (aujourd'hui démoli pour laisser place à un nouveau quartier résidentiel, le Glasgow Harbour (en)) employait aussi beaucoup de personnes à Partick.

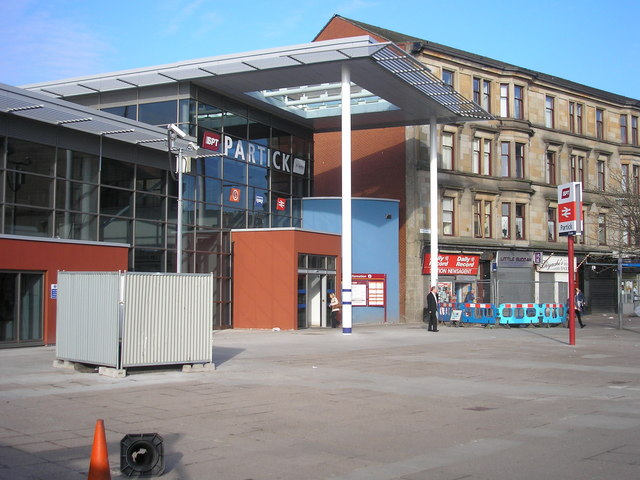
La nouvelle gare de Partick.
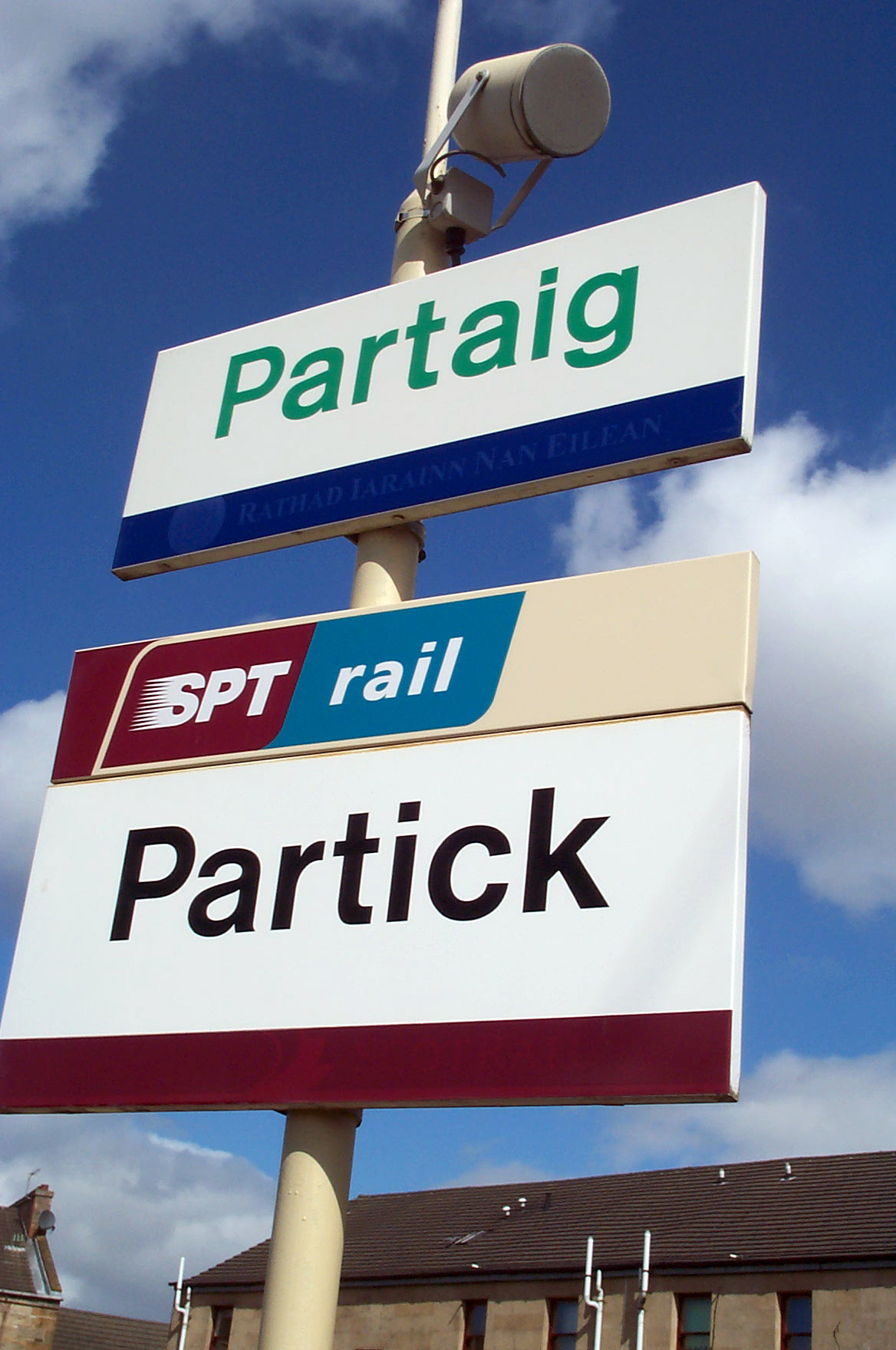
Affichage bilingue à Partick.
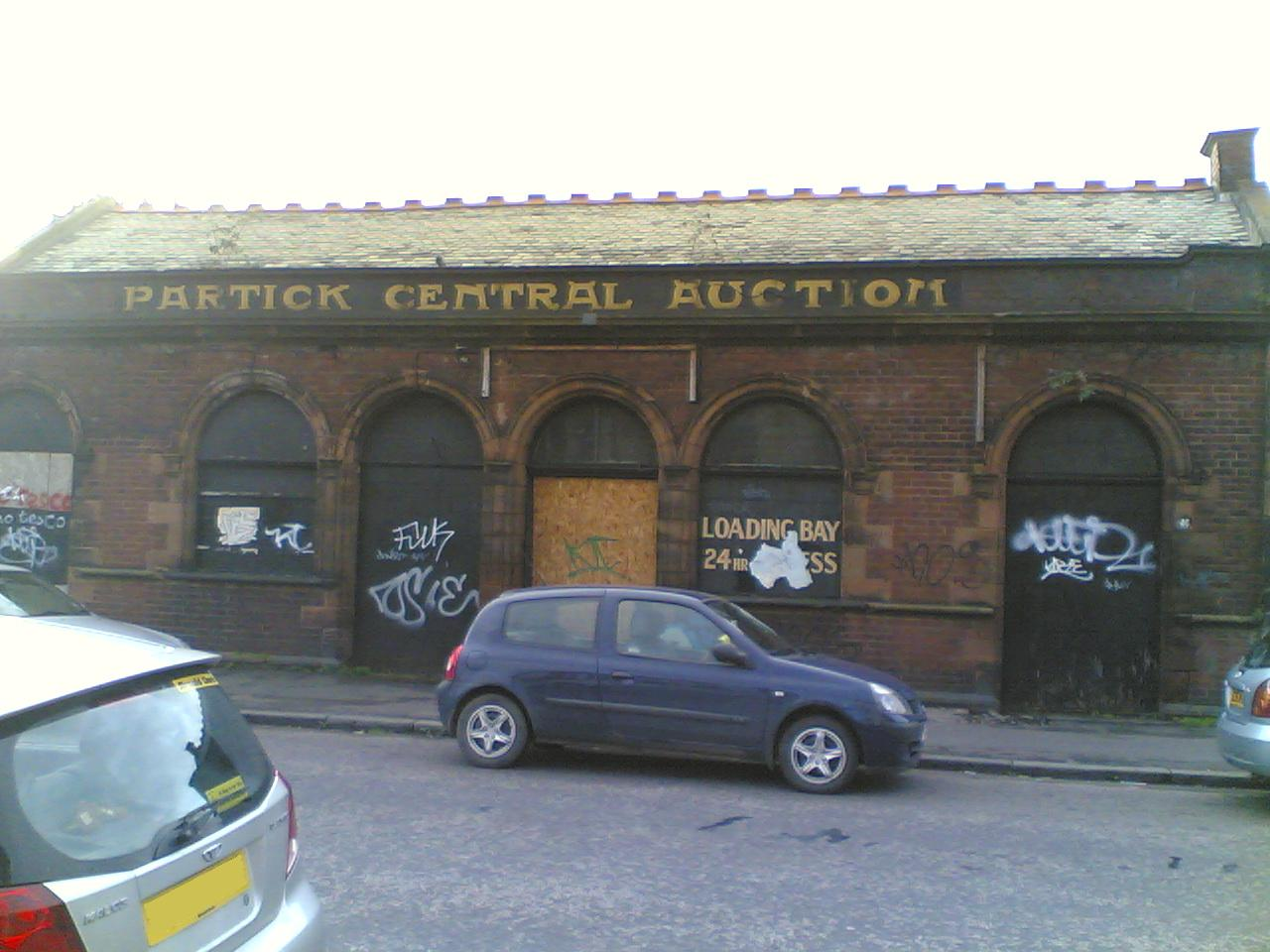
Ancienne gare de Partick Central.
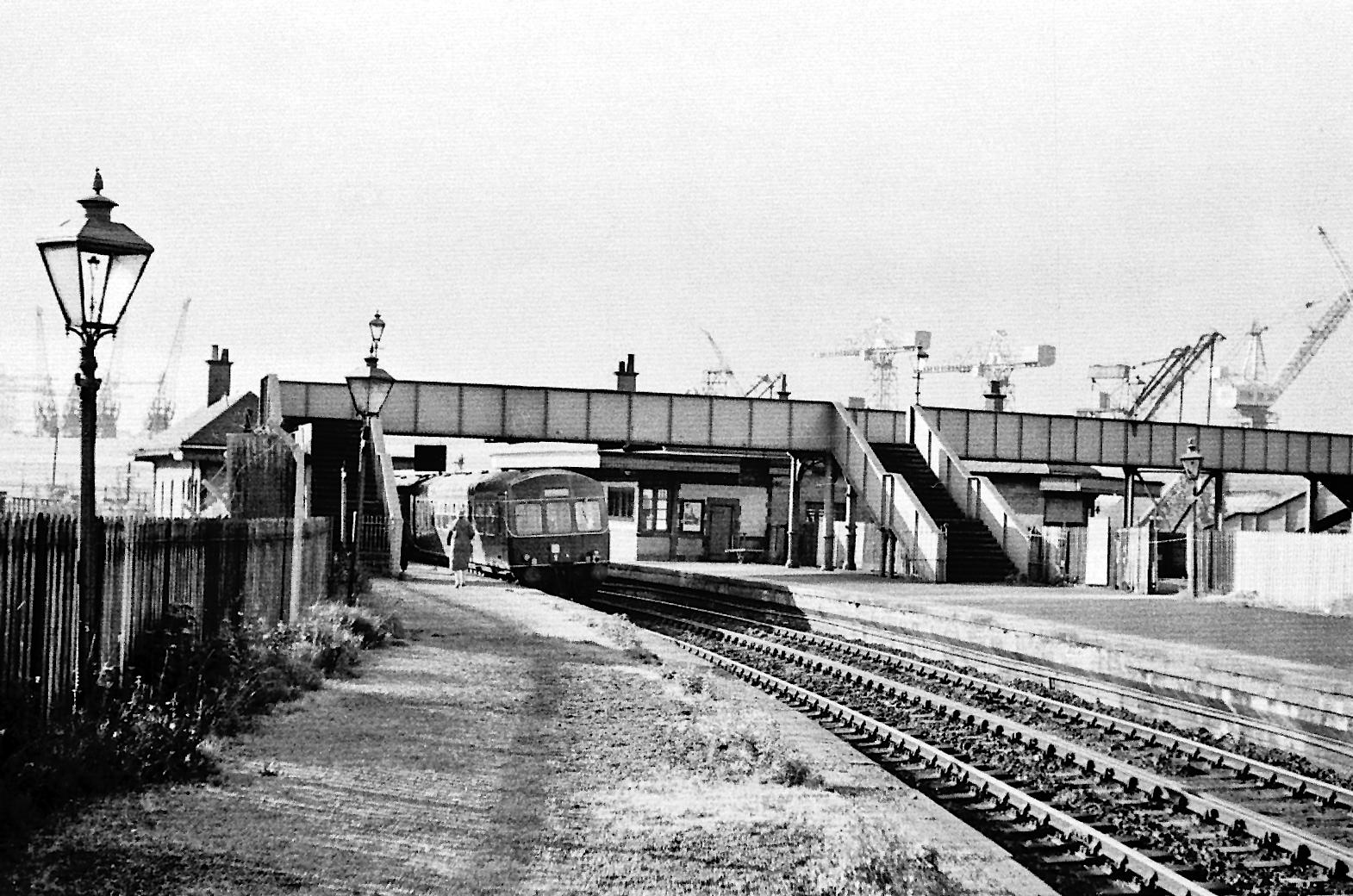
Ancienne gare de Partick West en avril 1962.
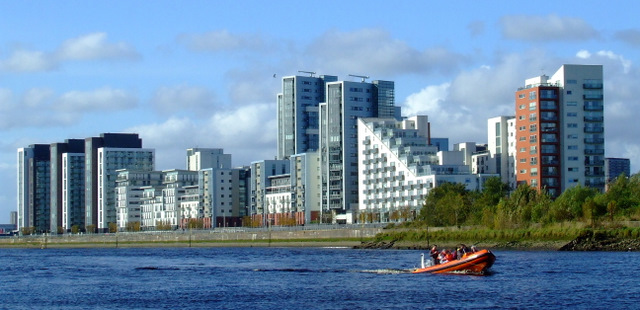
Le nouveau quartier résidentiel du Glasgow Harbour, à Partick.
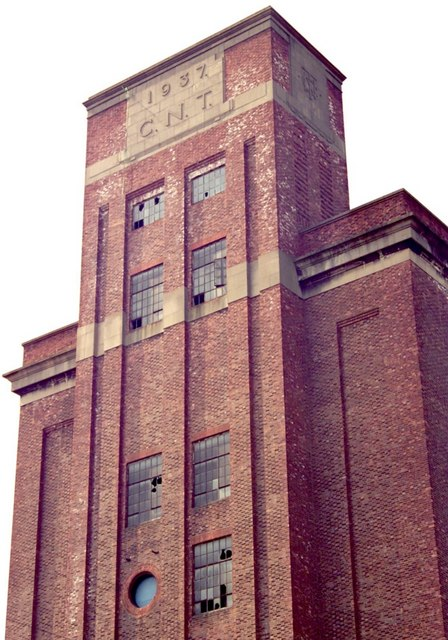
L'ancien Meadowside Granary, qui fut un des grands employeurs du quartier, aujourd'hui démoli.

## Sports
Le quartier a donné son nom au club de football Partick Thistle Football Club, qui y a été fondé en 1876 mais qui a déménagé dans le quartier de Maryhill (en), depuis 1908, pour bénéficier du Firhill Stadium qui y est situé.
Le Hamilton Crescent, stade de cricket, mais où s'est tenu le premier match international de football, entre l'Écosse et l'Angleterre, le 30 novembre 1872, est situé à Partick. Ce match, joué devant 4 000 spectateurs, s'est conclu sur un score de 0-0.

## Personnalités
- Billy Connolly y a grandi.
- John Mac Gregor (1802-1858), constructeur naval, y est mort.